# Marion Ravenwood
Marion «Mary» Ravenwood-Jones o Marion «Mary» Williams es un personaje de ficción de la franquicia de Indiana Jones. Su primera aparición fue en la primera película de la franquicia de Indiana Jones, Raiders of the Lost Ark de 1981 protagonizada por Harrison Ford y Karen Allen, con esta última interpretando al personaje según la cronología de la historia. Marion aparece cuando Indiana Jones visita Nepal buscando un artefacto parecido a un collar color dorado que poseía el padre de ella, Abner Ravenwood quien fue mentor de Jones ya que este lo ayudaría a encontrar el Arca de la Alianza.
Después de veintisiete años (veintiuno en la cronología de la serie) el personaje regresó para la cuarta entrega de la franquicia, Indiana Jones y el reino de la calavera de cristal (2008), y quince años después, en un papel menor en la quinta entrega, Indiana Jones y el Dial del Destino (2023).

## Biografía
Marion nació el 23 de marzo de 1909. Su padre era el afamado arqueólogo y buscador de tesoros Abner Ravenwood, quien estaba obsesionado con  encontrar el Arca de la Alianza. Henry «Indiana» Jones fue su ayudante en algunas de sus excavaciones junto con otros jóvenes. Durante ese tiempo, Jones mantuvo una relación con Marion. Jones la dejó repentinamente en 1926, lo cual provocó que la relación entre Abner y Jones (de padre e hijo) se rompiera y a su vez provocó que Indy fuera expulsado de la universidad de Chicago. Después de eso Abner comenzó a estar más cerca de su hija, quien en ese entonces tenía entre quince y diecisiete años. La mantuvo con él en su búsqueda del Arca, la llevó a Egipto, Irak, Irán, Europa y por último Nepal; Afuera de la aldea de Patán, Abner compró una antigua taberna a la que rebautizó como El Cuervo. Durante años el bar fue administrado por Marion hasta que en una de sus expediciones, se piensa que 1934, Abner murió en el derrumbe de una montaña en los Himalayas. Luego de eso se cree que Marion cayó en una profunda depresión y se prostituía. Su vida era difícil, pero en la taberna el gran flujo de alcohol le proporcionaba un cierto consuelo.
Igualmente después de ese suceso Marion planea regresar a Estados Unidos cuando de repente, después de diez años, Indiana Jones, reaparece en su puerta. Ella no lo recibe con agrado y, en cambio, le da un puñetazo en la cara, pero acepta de mala gana entregar parte de uno de los artefactos de su padre, un medallón que formaba parte del báculo de Ra por la suma de cinco mil dólares. Lamentablemente, Indy no era el único buscando el medallón. Un oficial nazi llamado Arnold Toht enfrenta a Marion e Indy en El cuervo, y en la lucha subsiguiente, la taberna se incendia. Como las ambiciones de Indy habían destruido la forma de subsistir de Marion, (la Taberna) se declara a sí misma compañera de Indy. 
Juntos, la pareja viaja a Tanis, Egipto. Allí, Marion es capturada por nazis, dirigidos por el mercenario francés, René Belloq quien en secreto se sentía atraído por Marion. Indy cree que ella está muerta hasta que, por un accidente afortunado, se topa con ella atada de pies y manos y amordazada en una de las tiendas de campaña nazi. Aun así, Indy decide no salvarla todavía argumentando que un escape podría llamar demasiado la atención. Marion se siente traicionada, sin embargo decide cooperar con sus captores, pero, los intentos de Belloq resultan en un intento de fuga frustrado. 
Después de recuperar el Arca, Toht arroja a Marion dentro del Pozo de las Almas a morir junto con Indy. Ellos lograron escapar e interceptar el Arca de camino a El Cairo. Indy y Marion huyen a bordo de un barco mercante, el Viento Bantú, pero los nazis los alcanzaron. Después de amenazar al capitán del barco, Katanga, los nazis secuestran a Marion junto con el Arca y los llevan a bordo de su submarino. Indy los persigue en secreto, aferrándose al periscopio del submarino. 
Los nazis llevan el Arca a una pequeña isla al norte de Creta, allí Indy hace un intento desesperado para salvar a Marion, pero falla y es capturado él mismo. Afortunadamente para los dos, la apertura del Arca desató la ira de Dios sobre sus captores nazis, dejando a Marion e Indy como los únicos supervivientes de la prueba. 
Marion acompañó después, a Indy de vuelta a los Estados Unidos, y lo consoló cuando el gobierno cortó su investigación sobre los poderes del Arca. Mientras luchaban por definir su relación que a menudo se complicaba con Jones, Marion intentó trabajar en varias profesiones. Abrió una discoteca, El Nido del Cuervo, en el lado este de Manhattan, pero a los pocos días de la apertura, fue incendiado por la decoradora del club, Jamal. Después de tomar un breve tiempo en el periodismo, Ravenwood aceptó un trabajo en relaciones públicas en el Museo Nacional. La situación condujo a una serie de aventuras con Jones, incluida la búsqueda de su padre muerto presumiblemente en Nepal. No mucho después, Marion Ravenwood desapareció, dejando sólo una nota en su ausencia: «Sr. Jones, tengo que irme. No te atrevas a venir a buscarme. Marion». 
Parece que con el tiempo se reunirían e incluso planeaban casarse. Pero una semana antes de la boda, Indy reconsideró y pensó que no iba a funcionar. Esta vez se separaron y no se volvieron a reunir durante casi veinte años. 
Sin saberlo, Jones también se había separado de su hijo. Marion se había quedado embarazada en el otoño de 1937. En julio de 1938, Marion dio a luz a Henry «Mutt» Jones III. Marion comenzó a salir con un piloto de la RAF llamado Colin Williams, tres meses después nació Mutt, y se casó con él algún tiempo después aunque no con el mismo fervor y amor con el que lo hubiese hecho con Indy. Mutt creció pensando que Colin, quien murió durante la Segunda Guerra Mundial, era su padre biológico. Marion lo mantuvo en secreto con su gran amigo Harold Oxley, que, como Indiana, era un exestudiante de Abner. 
Cuando Oxley desapareció en el Perú, Marion fue a buscarlo y fue capturada por los rusos, encabezados por Irina Spalko. Ella le envió una carta a Mutt, en la que le decía donde, cómo y para qué encontrar a Indiana Jones. 
Cuando Marion se encontró de nuevo con él y Mutt quienes también fueron capturados por los rusos, decide acompañar a Indy, junto con su socio George McHale, y Mutt en la selva tropical de América del Sur a buscar el Templo Inca donde se encontraba la calavera de cristal. Una vez juntos nuevamente, Marion e Indy volvieron a recordar viejos tiempos, más adelante el grupo queda atascado en arenas movedizas, es ahí cuando Marion le revela a Indy que él es el padre de Mutt. Después de escapar de las arenas movedizas, son nuevamente capturados. Marion es atada de pies y manos y amordazada. Durante este tiempo, Marion le confiesa a Mutt que Indiana es su verdadero padre. Durante una frenética aventura por la selva y de Akator, Marion e Indiana reaviven su romance, a pesar de todo lo que había ocurrido antes, y finalmente se convierten en marido y mujer.
En 1969, Marion y Indy están separados tras la muerte de su hijo Mutt durante la Guerra de Vietman y ese recibe los papeles del divorcio pero no llegó a firmar. Durante la conversación con Sallah , se menciona que Marion ya no se hablan. Al final de la película, Marion regresa junto con Teddy y ambos se reconcilian recordando durante la aventura en 1936, besándose entre sí.

## Concepto y creación
El guionista Lawrence Kasdan nombre del personaje como la abuela de su esposa, y tomó el apellido del personaje de Lane Ravenwood en California. Spielberg originalmente le ofreció  el papel de su novia, Amy Irving, pero se separaron durante la producción. Sean Young se presentó para el papel, Barbara Hershey se consideró, mientras que Debra Winger rechazó. Steven Spielberg emitió a Karen Allen, por la fuerza de su actuación en National Lampoon's Animal House. Allen fue puesta a prueba frente a Tim Matheson y John Shea, antes de que Harrison Ford fuera elegido como Indiana. 
La representación de Marion era más compleja, y estaba realmente interesado en Belloq en anteriores proyectos de script. Ella y Paul Freeman habían añadido más comedia en la escena de seducción en la tienda. Allen se acercó con su propia historia de fondo para el personaje, como lo que sucedió a su madre, su romance con Indiana a los quince años, y su tiempo en Nepal; Spielberg describió como «una película completamente diferente». Esto incluso incluye Marion prostituirse tras la muerte de su padre. 
Después de que Raiders of the Lost Ark fuera puesto en libertad, Spielberg quería Allen a cambio de Indiana Jones and the Temple of Doom, pero George Lucas decidió que Indy tendría un interés de amor diferente en cada película. Durante la década de 1990, el autor Rob MacGregor fue prohibido por George Lucas para incluir a Marion en sus novelas de la serie Bantam Books 'Indiana Jones. «¿Cómo cumplir con Indy y Marion? ¿Qué sucedió en sus encuentros anteriores? George parece que quería mantener esa idea para el futuro. Tal vez encontremos en Indy 4,» MacGregor había especulado. Frank Darabont afirma que fue su idea Volverá a traer a Marion para el Reino de la Calavera de Cristal, durante su mandato como escritor desde 2002 hasta 2004. 
Karen Allen reveló en una entrevista de 2006 de octubre con la revista Empire que para el personaje de Marion, que había escrito su propia historia de fondo, incluyendo detalles sobre la madre de Marion. El personaje de la serie La Leyenda Del Tesoro Perdido Abigail Chase y el personaje en la serie La Momia Evelyn Carnahan O'Connell están basados en Marion. 
Karen Allen repitió su papel de Marion en la cuarta entrega y por última vez en la quinta entrega pero como un cameo al final de la película.

## Apariciones

### Canónicas
- Raiders of the Lost Ark (Primera aparición)
- Cómic de Raiders of the Lost Ark
- Indiana Jones' Greatest Adventures.
- The Further Adventures of Indiana Jones:
  - "The Ikons of Ikammanen" (Solo mencionada)
  - Número 6: "Club Nightmare!"
  - Número 7: "Africa Screams!"
  - Número 8: "Africa Screams!: Crystal Death"
  - Número 11: "The Fourth Nail: Blood and Sand!"
  - Número 12: "The Fourth Nail: Swords and Spikes!"
  - "Deadly Rock!"
  - "Demons"
  - Número 17: "The Search for Abner: The Grecian Earn"
  - Número 18: "The Search for Abner: The City of Yesterday's Forever!"
  - Número 20: "The Cuban Connection!"
  - Número 21: "Beyond the Lucifer Chamber!"
  - Número 22: "End Run"
  - Número 23: "The Secret of the Deep"
  - Número 25: "Good as Gold"
- Indiana Jones y la última cruzada: Aventura gráfica (Solo mencionada) (Versión Mac)
- Indiana Jones and the Mystery of Mount Sinai (Solo mencionada)
- Indiana Jones and the Army of the Dead (Solo mencionada)
- Indiana Jones y el reino de la calavera de cristal (película)
- Indiana Jones y el reino de la calavera de cristal (novela)
- Indiana Jones y el reino de la calavera de cristal (cómic)

### No canónicas
- Indiana Jones and the Temple of the Forbidden Eye
- Lego Indiana Jones: The Original Adventures
- LEGO Indiana Jones: Escape from the Kingdom of the Crystal Skull!
- Lego Indiana Jones 2: La aventura continúa